# Oranžský řád
Oranžský řád (anglicky plným názvem Loyal Orange Institution, irsky An Dílis Institiúid Oráisteach, známější pod zkráceným anglickým názvem Orange Order) je protestantská organizace, založená na principu náboženského bratrstva v roce 1795 v Severním Irsku. Název organizace je odvozen od jména Viléma III. Oranžského, protestantského krále Anglie, Irska a Skotska, který v roce 1690 porazil a vyhnal ze země katolického krále Jakuba II. Řád má – podobně jako bratrstvo svobodných zednářů – tzv. Grand Lodges (Velké lóže), které mají určitou autonomii. Mimo Irsko se tyto lóže nacházejí ve Skotsku, Anglii, USA, západní Africe (v Togu a Ghaně), Kanadě, Austrálii a na Novém Zélandu.

## Historie

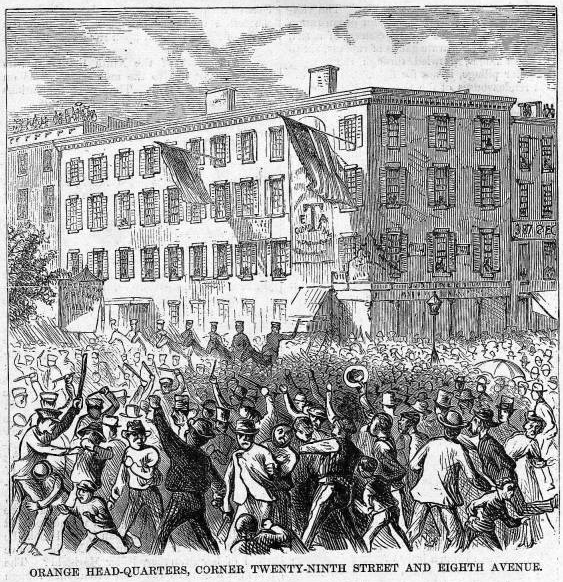
Kresba, zachycující situaci před Lamartine Hall, sídlem Oranžského řádu v New Yorku, 12. 7. 1871. V důsledku nepokojů, vyvolaných průvodem Oranžistů, tehdy zahynulo přes 60 lidí.

Vzniku řádu předcházela činnost tzv. Peep o'Day Boys, zvaných též Orange Boys, což bylo sdružení protestantských farmářů v Severním Irsku, které v 18. století vyvíjelo náboženské aktivity a účastnilo se střetů s tzv. Defenders – členy organizace, sdružující v hrabství Amagh venkovské obyvatelstvo římskokatolického vyznání. K velkému střetu mezi protestanty a katolíky, při němž bylo zabito 30 katolických Defenders, došlo 21. září 1795 poblíž usedlosti Diamond na křižovatce cest mezi  Loughgallem a Portadownem v hrabství Armagh.

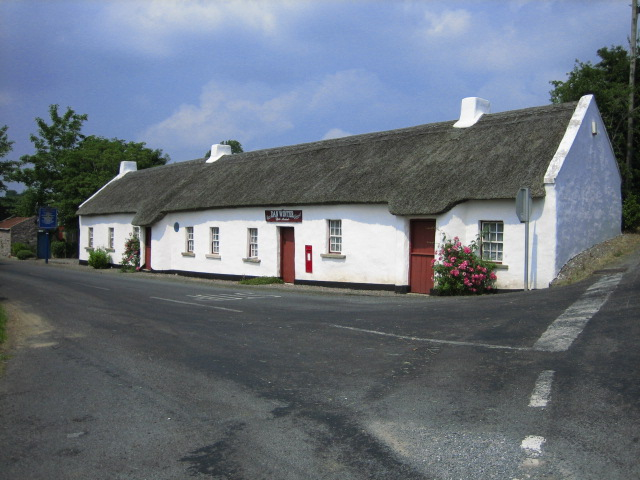
Dan Winter’s Cottage v hrabství Armagh - Muzeum Oranžského řadu

Srážka u Diamond (anglicky Battle of the Diamond) se stala impulsem k založení Oranžského řádu. Již z této doby pochází tradice nošení oranžových šerp a každoročního pořádání pochodů Oranžistů (Orangemens). Historický statek Dan Winter’s House (Dům Dana Wintera), u něhož 21. 9. 1795 došlo k bitvě a který dle písemných zmínek na počátku 18. století přináležel k panství Newry, byl proměněn v Muzeum Oranžského řádu v roce 1995 u příležitosti dvoustého výročí vzniku této organizace.

## Struktura řádu
Vnitřní struktura a organizace řádu byly inspirovány svobodným zednářstvím a původně měl řád charakter tajného spolku. Nejvyšší organizační jednotkou je Velká lóže, v jejímž čele stojí velmistr (Grand Master). Dalším titulem v členské hierarchii je ctihodný mistr (Worshipful Master), který stojí v čele jednotlivých lóží. Řadoví členové organizace mezi sebou užívají titul bratr (Brother). Pro ty členy, kteří mají na starosti utajení schůzek a shromáždění, se používá termín tiler.

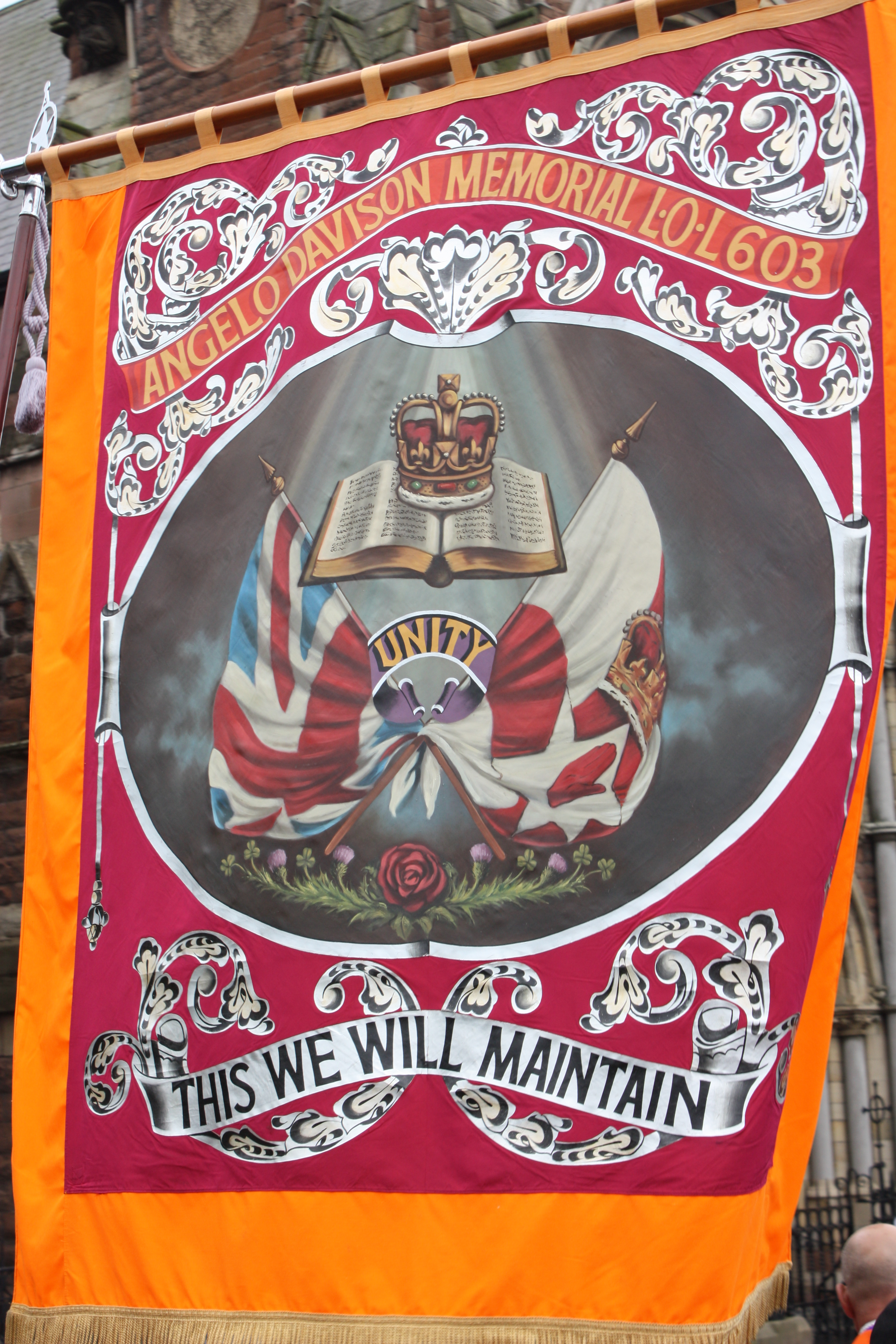
Prapor jedné z lóží
(Belfast, 12. 7. 2011)

Konkrétně v Irsku je struktura lóží následující: celonárodní Velká lóže zahrnuje 12 lóží v hrabstvích (County Lodges), ty se dále člení na 126 lóží v districtech (District Lodges) s více než 1300 místními, resp. soukromými lóžemi (Private Lodges). Zatímco v 60. letech 20. století měla organizace na území Irska řádově 65 000 členů, na počátku 21. století tento počet klesl téměř na polovinu (38 000 členů dle údaje z roku 2009, publikovaného v roce 2012). Celkem v první dekádě 21. století působilo ve všech lóžích Oranžského řádu po celém světě kolem 100 000 členů.

## Zásady
Hlavní přikázání, jimiž se řídí členové Oranžského řádu, jsou:
- Láska k bohu (Love for God) – formulované jako „láska a úcta k nebeskému otci“ spojená s přikázáním nikdy nebrat boží jméno nadarmo
- Víra v Ježíše Krista (Faith in Christ) – pevná víra v Ježíše Krista, spasitele lidstva
- Respektování a studium Písma svatého (Authority of Scripture)
- Svěcení neděle (Respect for Sunday)
- Bratrské pouto (Brotherly Bond) – dodržování zásad bratrství mezi členy Řádu.[6]

## Pochody a nepokoje

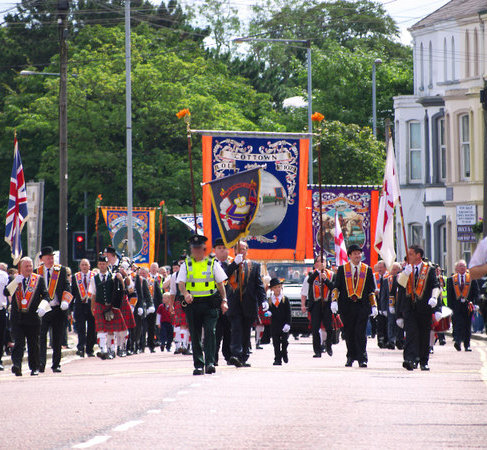
Průvod Oranžistů v severoirském Bangoru v roce 2010

Z politického hlediska lze Oranžský řád charakterizovat jako britskou unionistickou organizaci a vazbami na ulsterský loajalismus. Důležitým vnějším projevem aktivit členů řádu je organizování každoročních pochodů, z nichž nejvýznamnější je pořádán 12. července (The Twelfth). Zvolené datum je každoroční připomínkou vítězství protestantského vojska Viléma III. Oranžského nad katolíky v roce 1690 v bitvě u řeky Boyne. Vzhledem k určitým vazbám části Oranžistů na polovojenské loajalistické skupiny docházelo během těchto pochodů ke střetům protestantů s katolickými obyvateli v obcích a městských čtvrtích, kudy účastníci pochodů procházeli. Za účelem eliminace těchto nepokojů a násilnosti byla v roce 1998 zřízena speciální komise (anglicky Parades Commission), jejíž členy jmenuje britský státní tajemník pro Severní Irsko. Tato komise mj. zveřejňuje přehledy plánovaných pochodů na území Severního Irska. Její pravomoci a doporučení však nebývají respektovány všemi příslušníky Oranžského řádu.